# Hagsätra

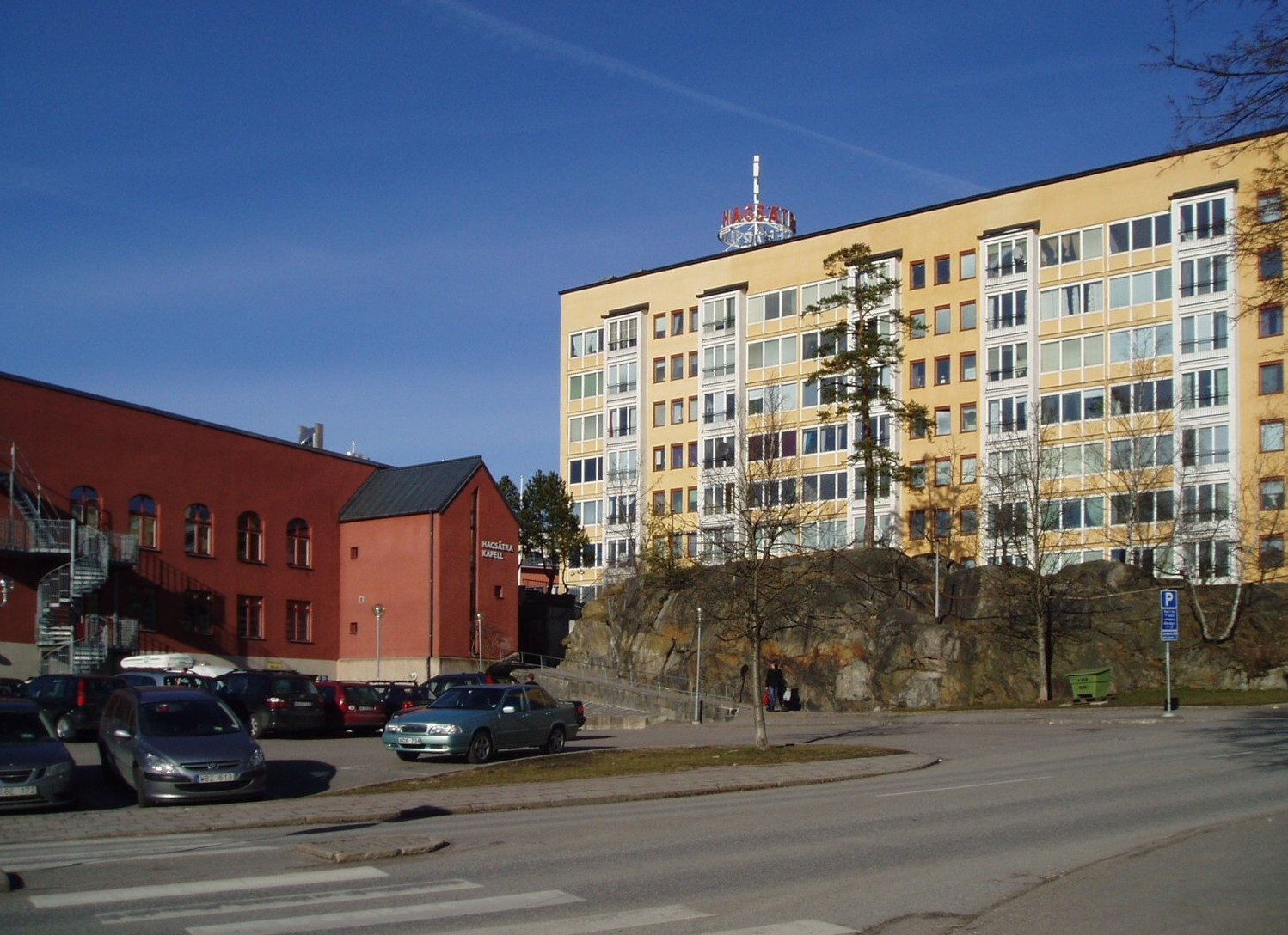
Un'immagine di Hagsätra

Hagsätra è un distretto situato nella zona meridionale di Stoccolma, Svezia.
Confina con i distretti di Älvsjö, Örby e Rågsved, oltre che con quello di Stuvsta, situato nella limitrofa municipalità di Huddinge. L'area fu incorporata a Stoccolma solo nel 1930, mentre in precedenza apparteneva alla zona di Älvsjö gård.
Oggi Hagsätra si estende su una superficie di 1,7 km², per un totale di circa 7 800 abitanti.
La piazza "Hagsätra torg" ospita abitualmente il mercato; qui è inoltre collocata l'entrata della stazione della metropolitana.